# Mizoguchi Kenji

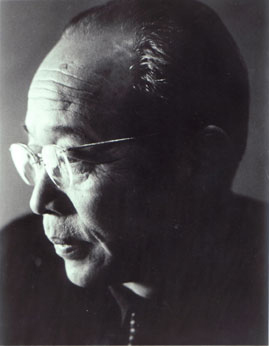
Mizoguchi Kenji

Mizoguchi Kenji (japanisch 溝口 健二; * 16. Mai 1898 in Tokio; † 24. August 1956 in Kyōto) war ein japanischer Regisseur.

## Biographie
1898 in Tokio geboren, wuchs Mizoguchi in großer Armut auf. Er musste mit ansehen, wie seine ältere Schwester als Geisha verkauft wurde und wie sein Vater seine Mutter misshandelte. Diese Kindheitserlebnisse werden als ursächlich dafür gesehen, dass er später das Leid, die Unterdrückung und Ausbeutung der Frau zum Hauptthema seines filmischen Schaffens machte.
Ursprünglich ein Maler, stieg Mizoguchi als Darsteller weiblicher Rollen (Oyama) ins Filmgeschäft ein, wurde bald Regieassistent und drehte 1923 seinen ersten eigenen Film, Ai ni yomigaeru hi. Allein in den darauf folgenden drei Jahren drehte er über 20 Filme, begann dann aber sich auf die Suche nach dem absoluten Realismus zu machen. Er wollte die Menschen und ihr Leben so authentisch wie möglich darstellen. In dieser Schaffensphase drehte er zumeist vor Ort in Armenvierteln, teilweise unter großer Gefahr für sich und sein Filmteam. Es entstand eine Reihe linksgerichteter Propagandafilme wie Tōkyō kōshin-kyoku (1929) oder Shikamo karera wa yuku (1931), die auch kommerziell erfolgreich waren. Aus dieser frühen Phase sind jedoch nur noch wenige Filme erhalten. Mit Fujiwara Yoshie no furusato (1930) mit dem Opernsänger Fujiwara Yoshie in der Hauptrolle, welcher einen Sänger spielt, der seine Stimme verliert, drehte er den ersten Tonfilm Japans, wenngleich dieser nur stellenweise vertont war.
Aus der Philosophie seines Studios Nikkatsu, das seinen Filmen eine szenische narrative Struktur zu Grunde legte, entwickelte Mizoguchi einen auf langen Einstellungen beruhenden ästhetischen Stil, für den er bis heute berühmt ist. Er ging dabei so weit, ganze Szenen in nur einer Einstellung zu drehen. Um zu verhindern, dass die Filme dadurch statisch wirkten, bediente er sich langer Kamerafahrten, Schwenks und Kräne. Gleichzeitig war er immer bemüht, eine gewisse Distanz zum Geschehen einzuhalten. Dieser Stil wird zum einen auf seine Wurzeln als Maler zurückgeführt, zum anderen als eine Übertragung traditioneller Elemente des japanischen Theaters gesehen. Insbesondere seine späteren Filme wie etwa Musashino fujin wurden für diese Ästhetik als altmodisch, traditionell und unpassend für das moderne japanische Kino kritisiert.
Ein zweites Markenzeichen von Mizoguchis Filmen begann sich im Laufe der 1930er Jahre herauszukristallisieren: Die Beschäftigung mit der Unterdrückung und Ausbeutung von Frauen. In Die weißen Fäden des Wasserfalls (Taki no shiraito) verliebt sich die junge Taki in einen Mann und unterstützt ihn mit geliehenem Geld bei seinem Studium. Der Gläubiger erweist sich aber später als so aufdringlich, dass sie keine Wahl hat, als ihn zu töten. In der Verhandlung stellt sich heraus, dass der Richter eben jener junge Mann ist, für dessen Ausbildung sie das Geld geliehen hat. Er hält sich an seine Prinzipien und verurteilt seine Gönnerin zum Tod, die diesem Schicksal nur entgehen kann, indem sie sich die Zunge abbeißt. Berühmt für die Darstellung von Frauenschicksalen wurde er 1936 mit Die Schwestern von Gion, der zugleich sein letzter Film für Nikkatsu war.
Der Wechsel zum Daiei-Studio fiel in eine problematische Phase des japanischen Kinos. Im Rahmen des Krieges erhöhte die Regierung den Druck auf die Filmindustrie, propagandistische Stimmung zugunsten Japans zu machen. Mizoguchi sah sich gezwungen, andere Themen in den Mittelpunkt seiner Arbeit zu stellen, und wich auf historische Stoffe aus, wie Die Erzählung von den späten Chrysanthemen, der das Schicksal einer Schaustellerfamilie in der Meiji-Zeit zum Thema hat. Mit dem Fortschreiten des Krieges fiel es Mizoguchi immer schwerer, sich der Zensur und den auferlegten Themen zu entziehen, so dass eine Reihe qualitativ minderwertiger, nationalistischer Filme entstand. Eine Ausnahme stellt die Verfilmung der Legende von den 47 Rōnin dar, die aus Ehrgefühl Selbstmord begingen.
Nach Kriegsende konnte sich Mizoguchi wieder seinem Hauptthema, den Frauen, zuwenden. Er verband dieses Leitmotiv seiner Arbeit nun aber häufiger mit der Tradition historischer Stoffe, den Jidai-geki, die im japanischen Film eine herausragende Rolle spielen. Die beiden Meisterwerke dieser Phase sind zweifellos Ugetsu – Erzählungen unter dem Regenmond und Sansho Dayu – Ein Leben ohne Freiheit. In Ugetsu – Erzählungen unter dem Regenmond griff er das ihm lebenslang am Herz liegende Thema der Frauenschicksale in einem historischen Kontext auf.
Mizoguchi Kenji starb am 24. August 1956 im Alter von 58 Jahren an Leukämie.
Die ARD widmete ihm 1982 eine Filmreihe in der sieben Filme von ihm ihre Deutschlandpremiere hatten: Das makellose Schwert, Der Sieg der Frauen, Die Liebe der Schauspielerin Sumako, Die Flammen meiner Liebe, Das Leben der Frau Oharu, Utamaro und seine fünf Frauen und Zwei Geishas.

## Filmographie
Mizoguchi drehte trotz seines frühen Todes fast 90 Filme. An dieser Stelle ist deshalb nur ein auszugsweiser Überblick über seine wichtigsten Werke möglich.
- 1923 – Ai ni yomigaeru hi (愛に甦へる日)
- 1929 – Tōkyō kōshinkyoku (東京行進曲)
- 1930 – Heimat (藤原義江のふるさと, Fujiwara Yoshie no furusato), erster Tonfilm Japans
- 1931 – Shikamo karera wa yuku (しかも彼等は行く; Zweiteiler)
- 1933 – Die weißen Fäden des Wasserfalls (滝の白糸, Taki no shiraito)
- 1935 – Der Untergang von Osen (折鶴お千, Orizuru O-Sen)
- 1936 – Osaka Elegie (浪華悲歌, Naniwa ereji)
- 1936 – Die Schwestern von Gion (祇園の姉妹, Gion no shimai)
- 1939 – Die Erzählung von den späten Chrysanthemen (残菊物語, Zangiku monogatari)
- 1941/2 – Die 47 Samurai (元禄忠臣蔵, Genroku chūshingura; Zweiteiler)
- 1945 – Das makellose Schwert (名刀美女丸, Meitō bijomaru)
- 1946 – Der Sieg der Frauen (女性の勝利, Josei no shōri)
- 1946 – Utamaro und seine fünf Frauen (歌麿をめぐる五人の女, Utamaro o meguru gonin no onna)
- 1947 – Die Liebe der Schauspielerin Sumako (女優須磨子の恋, Joyū Sumako no koi)
- 1949 – Die Flammen meiner Liebe (わが恋は燃えぬ, Waga koi wa moenu)
- 1950 – Portrait von Madame Yuki (雪夫人絵図, Yuki fujin ezu)
- 1951 – Frau Oyu (お遊さま, Oyū-sama)
- 1951 – Die Dame von Musashino (武蔵野夫人, Musashino fujin)
- 1952 – Das Leben der Frau Oharu (西鶴一代女, Saikaku ichidai onna, „Saikaku: [Das Leben] einer verliebten Frau“)
- 1953 – Ugetsu – Erzählungen unter dem Regenmond (雨月物語, Ugetsu monogatari)
- 1953 – Die Festmusik von Gion – Zwei Geishas (祇園囃子, Gion bayashi)
- 1954 – Sansho Dayu – Ein Leben ohne Freiheit (山椒大夫, Sanshō dayū, „Sansho, der Landvogt“)
- 1954 – Die Legende vom Meister der Rollbilder (近松物語, Chikamatsu monogatari, „Eine Erzählung von Chikamatsu“)
- 1954 – Eine Frau, von der man spricht (噂の女, Uwasa no onna, „Die gekreuzigte Frau“)
- 1955 – Die Samurai-Sippe der Taira (新・平家物語, Shin Heike monogatari, „Neue Erzählung vom Heike Clan“)
- 1955 – Die Prinzessin Yang Kwei Fei (楊貴妃, Yō Ki-hi)
- 1956 – Die Straße der Schande (赤線地帯, Akasen chitai)